# Вітер кожного дня
«Вітер кожного дня» — радянський художній фільм 1973 року, знятий режисером Мухтаром Ага-Мирзаєвим на кіностудії «Узбекфільм».

## Сюжет
Фільм оповідає про будівництво гідроелектростанції.

## У ролях
- Болот Бейшеналієв — головна роль
- Гульчехра Джамілова — Фаріда
- Туган Режаметов — роль другого плану
- Володимир Ємельянов — роль другого плану

## Знімальна група
- Режисер — Мухтар Ага-Мирзаєв
- Сценарист — Гані Расулов
- Оператор — Саїдбатир Ахмедходжаєв